# Marina Sirtis
Marina Sirtis (London, 1955. március 29. –) angol–amerikai színésznő.

## Filmográfia

### Film
| Év   | Magyar cím Eredeti cím                                | Szerep                  | Megjegyzés                    |
| ---- | ----------------------------------------------------- | ----------------------- | ----------------------------- |
| 2009 | Átok 3. The Grudge 3                                  | Gretchen                |                               |
| 2008 | – InAlienable                                         | Barry                   |                               |
| 2004 | Ütközések Crash                                       | Shereen                 |                               |
| 2004 | – Spectres                                            | Laura Lee               |                               |
| 2002 | Star Trek – Nemezis Star Trek: Nemesis                | Deanna Troi tanácsadó   | magyar hangja Tallós Rita     |
| 2002 | Pokoli játszma Terminal Error                         | Alex                    |                               |
| 1999 | Az elveszett paradicsom Paradise Lost                 | Dr. Christine DuMaurier |                               |
| 1998 | Star Trek: Űrlázadás Star Trek: Insurrection          | Deanna Troi tanácsadó   | magyar hangja Závodszky Noémi |
| 1996 | Star Trek: Kapcsolatfelvétel Star Trek: First Contact | Deanna Troi tanácsadó   | magyar hangja Tátrai Zita     |
| 1994 | Star Trek: Nemzedékek Star Trek Generations           | Deanna Troi tanácsadó   | magyar hangja Nyírő Beáta     |
| 1985 | Bosszúvágy 3. – A terror utcája Death Wish 3          | Maria                   |                               |
| 1984 | – Blind Date                                          | kurva                   |                               |
| 1983 | A gonosz lady The Wicked Lady                         | Jackson barátnője       |                               |

### Televízió
| Év              | Magyar cím Eredeti cím                                   | Szerep                         | Megjegyzés                                        |
| --------------- | -------------------------------------------------------- | ------------------------------ | ------------------------------------------------- |
| 2013            | NCIS                                                     | Orli Elbaz                     | 2 epizód                                          |
| 2011            | A Grace klinika Grey's Anatomy                           | Sonya Amin                     | A magunk módján című epizód                       |
| 2010–2012       | Az igazság ifjú ligája Young Justice                     | L-4 / Queen Bee / Scientist #2 | 5 epizód                                          |
| 2010            | Make It or Break It                                      | Dr. Anna Kleister              | 2 epizód                                          |
| 2009            | A Föld megsemmisítése Annihilation Earth                 | Paxton                         | TV-film                                           |
| 2009            | A Cleveland-show The Cleveland Show                      | nő                             | Ladies' Night című epizód                         |
| 2009            | — Green Street 2                                         | Veronica Mavis                 | TV-film                                           |
| 2009            | Doktor Donor (Három folyam) Three Rivers                 | Layla Rahimi                   | Place of Life című epizód                         |
| 2008            | Holby Városi Kórház Holby City                           | Lucy Simmonds                  | You're So Vain című epizód                        |
| 2007            | Beowulf, a hős Grendel                                   | Wealhtheow                     | TV-film                                           |
| 2006            | Nyomtalanul Without a Trace                              | Alexas Soros                   | Fade-Away című epizód                             |
| 2006            | Csajok Girlfriends                                       | Gina Richards                  | 3 epizód                                          |
| 2005            | Family Guy                                               | Deanna Troi tanácsadó          | Peter és Woods című epizód                        |
| 2005            | A főnök The Closer                                       | Layla Moktari                  | L.A. Woman című epizód magyar hangja Andresz Kati |
| 2005            | Star Trek: Enterprise                                    | Deanna Troi tanácsadó          | These Are the Voyages... című epizód              |
| 2003            | Végveszélyben Threat Matrix                              | Dr. Nabila Hassan              | Doctor Germ című epizód                           |
| 2001            | Baleseti sebészet Casualty                               | Jane Taylor                    | Something from the Heart című epizód              |
| 1999-2000       | Star Trek: Voyager                                       | Deanna Troi tanácsadó          | 3 epizód                                          |
| 2000            | Csillagkapu Stargate SG-1                                | Dr. Svetlana Markova           | Víz alatt című epizód                             |
| 1999            | A bolygó neve: Föld Earth: Final Conflict                | Sister Margarette              | The Cloister című epizód                          |
| 1999            | Végtelen határok The Outer Limits                        | Olivia 'Liv' Kohler            | The Grell című epizód                             |
| 1998            | Halálbiztos diagnózis Diagnosis: Murder                  | Mary Ann Eagin                 | Murder at the Finish Line című epizód             |
| 1994–1996, 1998 | — Gargoyles                                              | Demona                         | 27 epizód                                         |
| 1997            | — Duckman                                                | Aurora Abromowitz              | Where No Duckman Has Gone Before című epizód      |
| 1996            | — Gadgetman                                              | Detective Inspector Walker     | TV-film                                           |
| 1994            | — Heaven Help Us                                         | Carolyn Paris                  | The Badge című epizód                             |
| 1987–1994       | Star Trek: Az új nemzedék Star Trek: The Next Generation | Deanna Troi tanácsadó          | 176 epizód magyar hangja Tátrai Zita              |
| 1990            | — One Last Chance                                        | Maria                          | TV-film                                           |
| 1987            | — Hunter                                                 | Kate Scanlon                   | Down and Under című epizód                        |
| 1986            | — Room at the Bottom                                     | Carla                          | The Big Prize című epizód                         |
| 1986            | — Call Me Mister                                         | Sally                          | The Carve Up című epizód                          |
| 1986            | Sherlock Holmes kalandjai The Return of Sherlock Holmes  | Lucrezia                       | The Six Napoleons című epizód                     |
| 1985            | — Up the Elephant and Round the Castle                   | Lisa                           | The Spy Who Left Me című epizód                   |
| 1982            | — Kelly Monteith                                         |                                | 2 epizód                                          |
| 1979            | — Minder                                                 | Stella                         | Aces High and Sometimes Very Low című epizód      |
| 1978            | — Hazell                                                 | Melina Stassinopolus           | Hazell Goes to the Dogs című epizód               |
| 1978            | A bagdadi tolvaj The Thief of Baghdad                    | Harem Girl                     | TV-film                                           |
| 1977            | — Who Pays the Ferryman?                                 | Ariadne                        | Return to Yesterday című epizód                   |
| 1977            | — Raffles                                                | Faustina                       | The Last Laugh című epizód                        |

### Videójáték
| Év   | Cím         | Szerep            | Megjegyzés |
| ---- | ----------- | ----------------- | ---------- |
| 2008 | Mass Effect | Benezia mátriárka | hang       |

## Díjak és jelölések
- Elnyert — ShockerFest International Film Festival, legjobb színésznő (Spectres, 2004)